# 東阿博加 (加利福尼亞州)
東阿博加（英語：East Arboga）是位於美國加利福尼亞州尤巴縣的一個非建制地區。該地的面積和人口皆未知。

## 地理
東阿博加的座標為39°03′25″N 121°33′06″W / 39.05694°N 121.55167°W，而該地的平均海拔高度為17米（即56英尺）。